# International (гостиница, Прага)
«International» (ранее Дружба, Чедок, Holiday Inn, Crown Plaza) — четырёхзвёздочный отель и крупнейшее здание в Праге в стиле сталинской архитектуры, расположенное в районе Дейвице Праги 6. Охраняется как памятник культуры с 2000 года.
Здание было построено в 1952—1954 годах под контролем министра обороны Чехословакии Алексея Чепички. Здание имеет высоту 88 м (крыша на высоте 67 м, а также 10-метровый шатёр и красная звезда высотой 1,5 м) и 16 этажей. В здании также есть убежище гражданской обороны на 600 человек, в настоящее время используемое для хранения одежды персонала. 
Первоначально гостиница называлась «Дружба» (чеш. Družba), последующие названия связаны с её владельцами — по государственному туристическому агентству «Чедок» (с 1957 года), а Holiday Inn и Crown Plaza являются филиалами InterContinental Hotels Group, проданной в 2014 году австрийской компании Герстнер.

На огромном гобелене в вестибюле изображён вид сверху на Прагу вместе с другими сталинскими памятниками, такими как памятник Сталину и советским танкистам. 

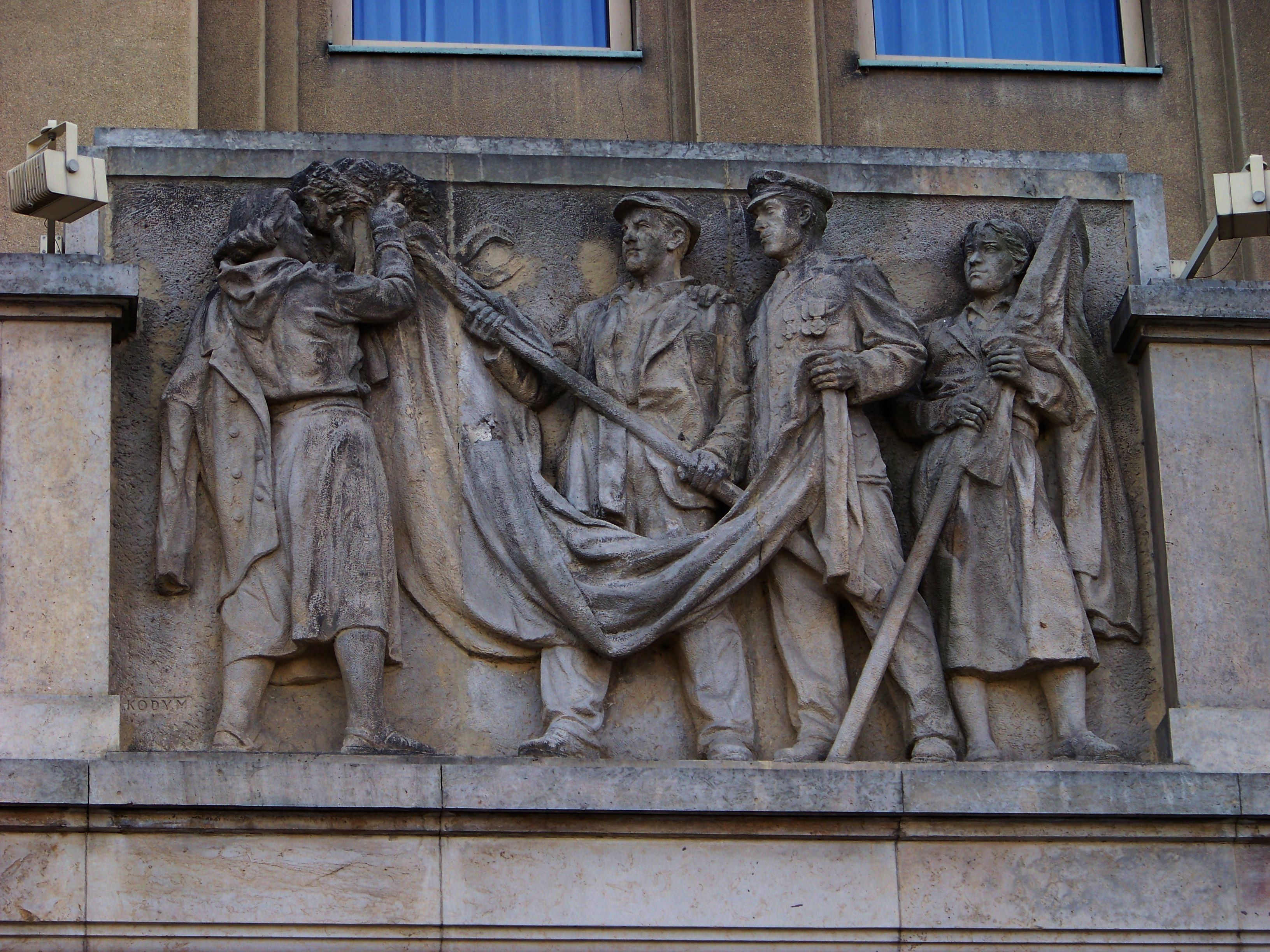
Один из барельефов на фасаде
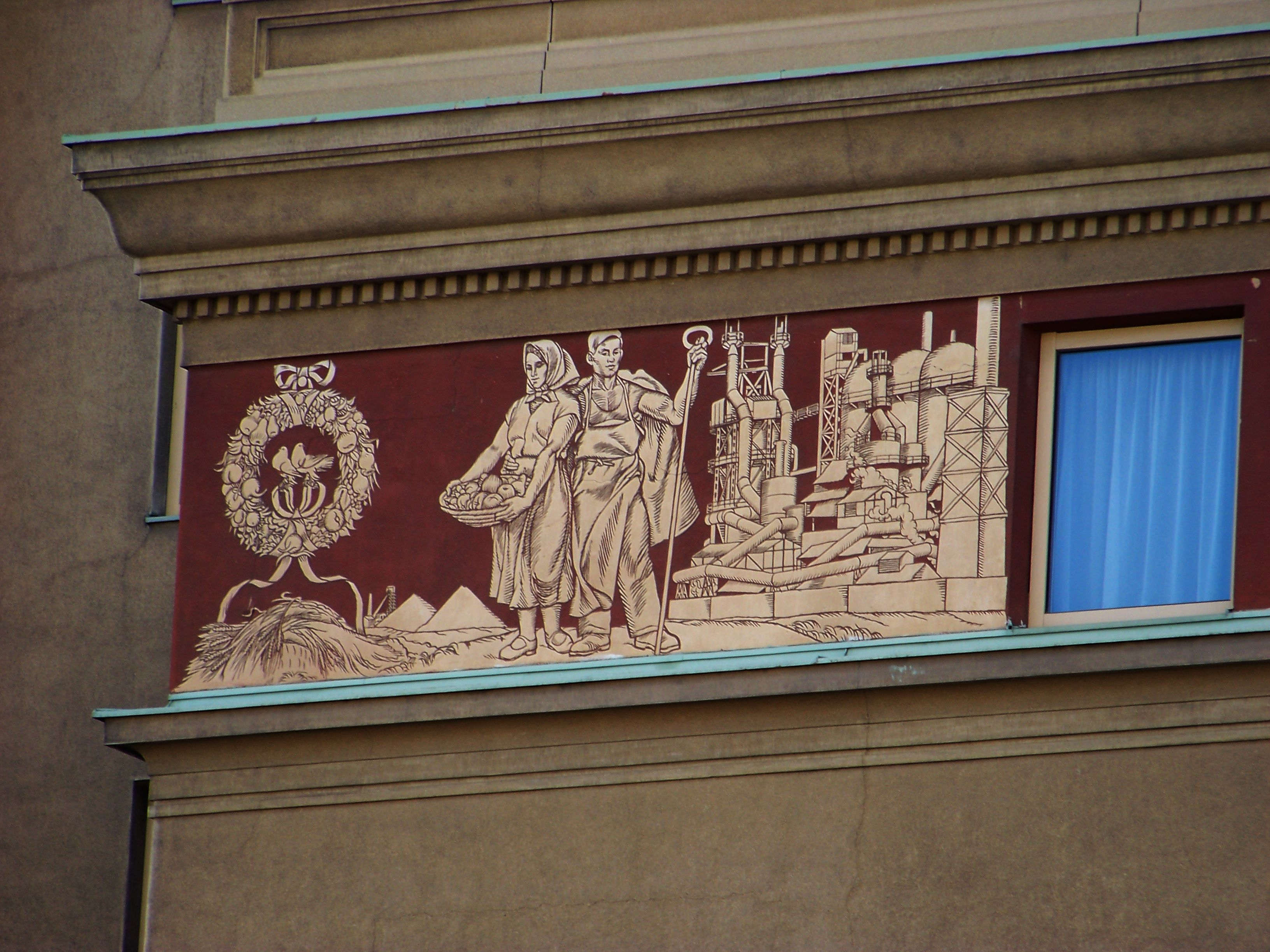
Роспись фасада
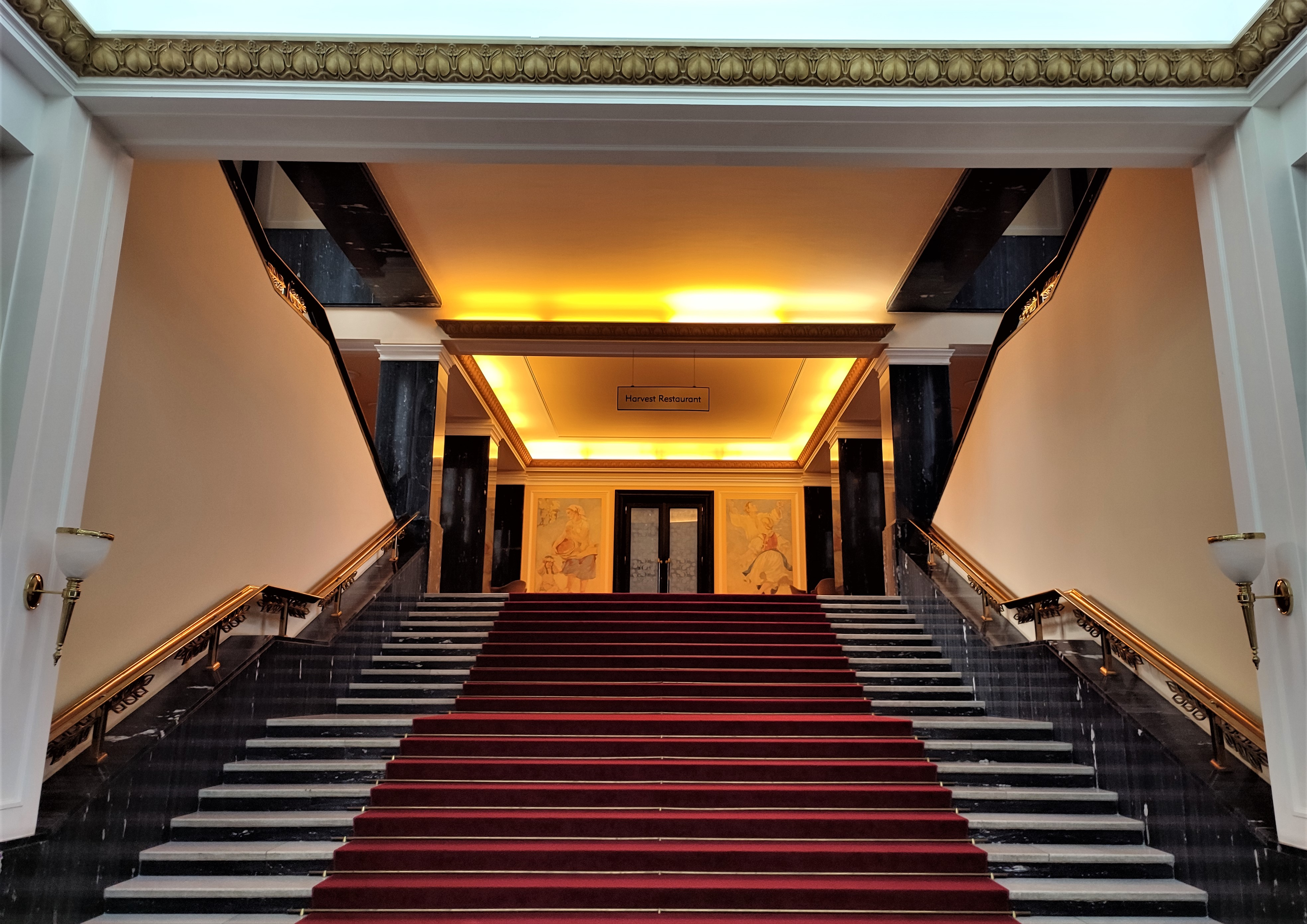
Главная лестница
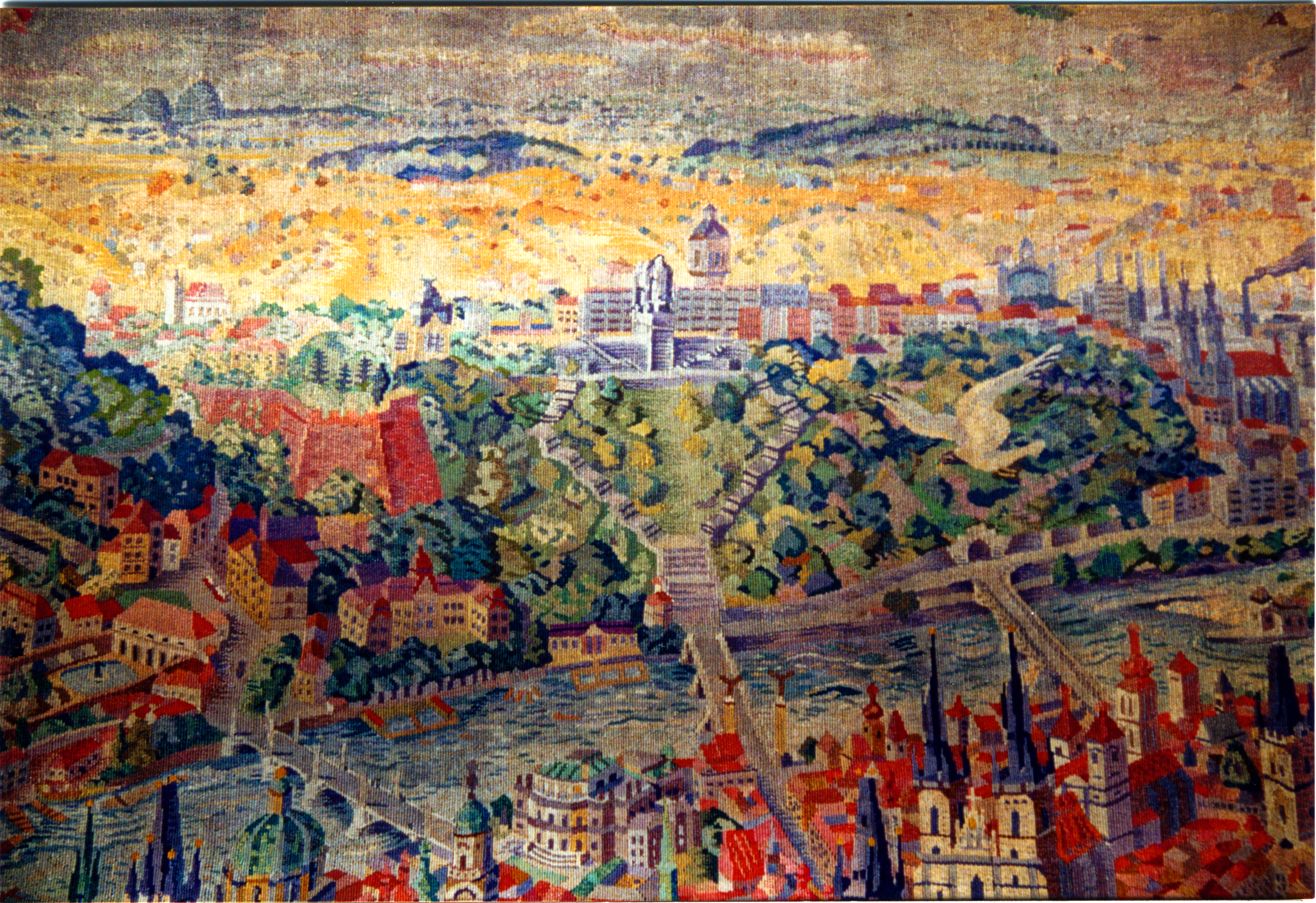
Гобелен в вестибюле